# Billund (općina)
Billund je općina u danskoj regiji Južna Danska.

## Zemljopis
Općina se nalazi u središnjem dijelu poluotoka Jutlanda, prositire se na 	536,51 km2.

## Stanovništvo
Prema podacima o broju stanovnika iz 2010. godine općina je imala 26.160 stanovnika, dok je prosječna gustoća naseljenosti 48,78 stan/km2. Središte općine je grad Billund.

### Naselja
| Veća naselja u općini |             |                    |
| Br.                   | Grad        | Stanovnika (2010.) |
| 1                     | Grindsted   | 9.567              |
| 2                     | Billund     | 6.059              |
| 3                     | Sønder Omme | 1.755              |
| 4                     | Vorbasse    | 1.241              |
| 5                     | Hejnsvig    | 1.059              |
| 6                     | Stenderup   | 655                |
| 7                     | Filskov     | 614                |

## Vanjske poveznice
- Službena stranica općine